# 주드 힐
주드 힐(영어: Jude Hill, 2010년 8월 1일 ~ )은 북아일랜드의 배우이다. 2021년 영화 《벨파스트》의 버디 역으로 잘 알려져 있다.

## 출연 작품

### 영화
- 벨파스트 (2021)
- 던전 앤 드래곤: 도적들의 명예 (2023)
- 베니스 유령 살인사건 (2023) - 리어폴드 페리어 역